# Beta Monocerotis
Beta Monocerotis (β Mon / β Monocerotis) è un sistema stellare di magnitudine 3,74 situato nella costellazione dell'Unicorno. Dista circa 690 anni luce dal sistema solare e nonostante gli sia stata attribuita la lettera β nella nomenclatura di Bayer è la stella più luminosa della propria costellazione.

## Osservazione
Si tratta di una stella situata nell'emisfero celeste australe, ma molto in prossimità dell'equatore celeste; ciò comporta che possa essere osservata da tutte le regioni abitate della Terra senza alcuna difficoltà e che sia invisibile soltanto molto oltre il circolo polare artico. Nell'emisfero sud invece appare circumpolare solo nelle aree più interne del continente antartico. Essendo di magnitudine 3,9, la si può osservare anche dai piccoli centri urbani senza difficoltà, sebbene un cielo non eccessivamente inquinato sia maggiormente indicato per la sua individuazione.
Il periodo migliore per la sua osservazione nel cielo serale ricade nei mesi compresi fra dicembre e maggio; da entrambi gli emisferi il periodo di visibilità rimane indicativamente lo stesso, grazie alla posizione della stella non lontana dall'equatore celeste.

## Caratteristiche fisiche
Beta Monocerotis è una stella tripla: la componente principale A è una stella Be di tipo spettrale B4Veshell, dove il "shell" indica appunto che come le altre stelle Be è circondata da un disco di gas all'equatore espulso per la sua alta velocità di rotazione, di circa 330 km/s, e una massa che è circa 7 volte quella del Sole. Il periodo orbitale di A attorno al baricentro del sistema è di oltre 14.000 anni. Il centro di massa è più vicino alla coppia B-C, perché la somma di B-C è notevolmente superiore a quella di A, anche se quest'ultima presa singolarmente è la più massiccia delle tre.
A una distanza angolare di 7 secondi d'arco da A, che si traducono, nella realtà, a 1570 UA, si trova la coppia B-C. Anch'esse sono stelle Be e tra loro distano 2,8", che equivalgono a circa 590 UA, e il loro periodo orbitale è di circa 4200 anni.
Un'altra stella di dodicesima magnitudine si trova a 25" di distanza da A, tuttavia pare che non sia legata gravitazionalmente al sistema.